# (394) Arduina
(394) Arduina és el nom que rep l'asteroide número 394, situat al cinturó d'asteroides.
Fou descobert per l'astrònom A. Borrelly des de l'observatori de Marsella (França), el 19 de novembre del 1894.